# 153686 Pathall
153686 Pathall este un asteroid din centura principală de asteroizi.

## Descriere
153686 Pathall este un asteroid din centura principală de asteroizi. A fost descoperit pe 14 octombrie 2001 la Apache Point Observatory în cadrul programului Sloan Digital Sky Survey. Asteroidul prezintă o orbită caracterizată de o semiaxă mare de 2,69 ua, o excentricitate de 0,15 și o înclinație de 3,9° în raport cu ecliptica.